# Dimeringophrys bilineata
Dimeringophrys bilineata är en tvåvingeart som först beskrevs av Walker 1860.  Dimeringophrys bilineata ingår i släktet Dimeringophrys och familjen borrflugor. Inga underarter finns listade i Catalogue of Life.